# Passa-Vinte
Passa Vinte is een gemeente in de Braziliaanse deelstaat Minas Gerais. De gemeente telt 2.132 inwoners (schatting 2009).

## Aangrenzende gemeenten
De gemeente grenst aan Bocaina de Minas, Bom Jardim de Minas, Liberdade, Santa Rita de Jacutinga, Quatis (RJ), Resende (RJ) en Valença (RJ).